# Sam Hlawe
Samuel Myeni Hlawe (Bathathe Sidebengu, * 21. Juli 1952) ist ein ehemaliger eswatinischer Marathonläufer.
Er nahm an den Olympischen Sommerspielen 1984 in Los Angeles und den Olympischen Sommerspielen 1988 in Seoul teil. Im Marathonlauf 1984 erreichte er Platz 45 und vier Jahre später belegte er im Marathon von Seoul Platz 44.